# مانويل ليون هويوس
مانويل ليون هويوس (بالإسبانية: Mónica Galindo)‏ هو لاعب شطرنج مكسيكي، ولد في 10 فبراير 1989 في ماردة في المكسيك.

## وصلات خارجية
- مانويل ليون هويوس على موقع الاتحاد الدولي للشطرنج (الإنجليزية)
- مانويل ليون هويوس على موقع مباريات الشطرنج (الإنجليزية)
- مانويل ليون هويوس على موقع 365Chess.com (الإنجليزية)
- مانويل ليون هويوس على موقع Chesstempo.com (الإنجليزية)
- مانويل ليون هويوس سجل أولمبياد الشطرنج على موقع OlimpBase.org (الإنجليزية)